# Élie Lescot

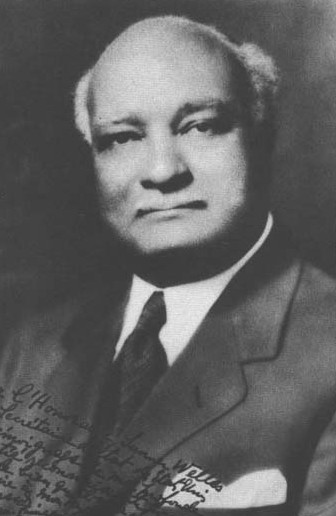
Élie Lescot

Élie Lescot, född 9 december 1883 i Saint-Louis-du-Nord, Haiti, död 20 oktober 1974 i Laboule, Haiti, var president i Haiti 15 maj 1941-11 januari 1946.